# Рубин, Юрий Борисович
Юрий Борисович Рубин (род. 17 мая 1956, Кемерово, РСФСР) — советский и российский учёный, один из основоположников новой функциональной теории предпринимательства, создатель конструктивной теории конкуренции в предпринимательстве как раздела междисциплинарной теории конкуренции, доктор экономических наук (1991), профессор (1993), член-корреспондент Российской академии образования (2009). Разработал концепции качества предпринимательского образования и конкурентоспособности образовательных организаций. Автор первых в России учебников по управлению собственным бизнесом и конкуренции в предпринимательстве для высшей школы. Ректор (1995—2019), затем — президент (с 2019) Московского финансово-промышленного университета «Синергия», лауреат премии Правительства Российской Федерации в области образования (2008), почётный работник высшего профессионального образования Российской Федерации (2006), заслуженный работник высшей школы Российской Федерации (2015).

## Биография
В 1978 году окончил с отличием экономический факультет Ростовского государственного университета. В 1982 году защитил кандидатскую диссертацию, в 1991 году — докторскую диссертацию на тему «Особенности монополизма в советской экономике».
В советский период любые исследования проблемы монополизма и конкуренции были под запретом, запрет был снят лишь в конце 80-х годов прошлого века. Докторская диссертация Ю. Б. Рубина была, по сути, первым системным исследованием проблем, имевших и имеющих огромное значение для развития современной Российской экономики. В 1993 году Высшей аттестационной комиссией Российской Федерации присвоено ученое звание профессора. С 1978 года Ю. Б. Рубин занимался преподавательской деятельностью в различных вузах страны, одновременно в конце 80-х годов в период «перестройки» активно участвовал в различных предпринимательских проектах, самым известным из которых стал издательский проект «Портфель делового человека». С 1992 г. работал проректором по учебной работе и УМО Московского государственного университета экономики статистики и информатики (МЭСИ). Является создателем Московской финансово-промышленной академии (с 2011 г. - Московский финансово-промышленный университет «Синергия»). В 1995—2019 годах являлся ректором, с 2019 года — президент Московского финансово-промышленного университета «Синергия».
Юрий Борисович Рубин является инициатором возрождения «Общества любителей коммерческих знаний» — наиболее авторитетной известной организации, занимавшейся попечительством в сфере частного образования в Российской Империи (распущенной в 1918 году). С 2012 г. президент Национальной ассоциации по обучению предпринимательству.
В 2004 - 2013 гг. входил в состав Аккредитационной коллегии Федеральной службы по надзору в сфере образования и науки. Является членом Экспертного совета при Федеральной антимонопольной службе России по развитию конкуренции в сфере образования и науки, является членом совета директоров Европейского фонда гарантии качества электронного обучения (EFQUEL) и консультативного комитета Международной конференции «Online Educa Berlin». С 2009 г. Ю. Б. Рубин — председатель Подкомитета № 6 «Обеспечение качества электронного обучения» Технического комитета 461 «Информационно-коммуникационные технологии в образовании (ИКТО)», являющегося постоянным представителем России в Международной организации по стандартизации ISO (Подкомитет № 36 «Информационные технологии в обучении, образовании и тренинге»).
В 2015 году Ю.Б. Рубин возглавил Рабочую группу при СПКФР по созданию профессионального стандарта предпринимателя, в 2017 г. – Научный совет по развитию предпринимательского образования при отделении общего среднего образования РАО, в 2021 г. – Федеральную инновационную площадку «Модель инновационной системы непрерывного предпринимательского образования в образовательной организации высшего образования Российской Федерации».
В 2022 г. вошёл в Рабочую группу по реализации мер, направленных на развитие молодежного предпринимательства Совета Министерства науки и высшего образования РФ по реализации государственной молодежной политики. С 2016 года Ю.Б. Рубин является членом Попечительского совета Общероссийской общественной организации малого и среднего предпринимательства «Опора России».
Главный редактор журнала «Современная конкуренция», член редакционного совета журнала «Прикладная информатика», редакционной коллегии журнала «Финансовые исследования».

## Научная деятельность
Основные направления исследовательской работы Ю. Б. Рубина — система непрерывного предпринимательского образования (школа-колледж-вуз), теория и практика конкуренции, теория и практика профессионального предпринимательства, антимонопольное регулирование экономики, концепция предпринимательских университетов, нормативно-правовое обеспечение системы образования, конкурентоспособность ВПО, теория и практика электронного обучения, формирование системы гарантии качества образования и независимой общественно-профессиональной оценки качества российского образования.
В 80-е годы основными направлениями исследовательской работы Ю.Б. Рубина были противоречия планово-централизованного формата управления советской экономикой в условиях нарастания затратных тенденций в экономике, проявляющихся при попытках её интенсификации. Разработка этих вопросов обосновала интерес к анализу особенностей монополизма в советской экономике и, как следствие, обусловила такие направления дальнейших исследований, как теория конкуренции, теория и практика профессионального предпринимательства, антимонопольное регулирование экономики, менеджмент конкурентных действий, компетентностные модели и методология обучения предпринимательству. На рубеже 80—90 гг. Ю.Б. Рубин был одним из тех, кто принял активное участие в возвращении теоретического наследия Н.И. Бухарина в контекст дискуссии о судьбах и перспективах российской экономики. В этот же период им были подготовлены предложения по становлению в стране системы антимонопольного законодательства, частично вошедшие в содержание закона РСФСР 1991 г. «О конкуренции и ограничении монополистической деятельности на товарных рынках».
В основе конструктивной теории конкуренции – представление о неизменно конкурентной специфике предпринимательской среды, соперничество акторов которой имеет целостный, глубоко структурированный и управляемый характер. Рассматривая участие предпринимателей в конкуренции, как одно из направлений их профессиональной деятельности, Ю.Б. Рубин выделяет такие его составляющие, как типы и характер конкурентного взаимодействия сторон соперничества, виды конкурентных действий, методы операционного взаимодействия, конкурентные операции и комбинации. Структура менеджмента участия в конкуренции включает стратегические, тактические и ситуационные уровни управленческого воздействия на результаты, ресурсы и процесс соперничества. В свою очередь предпринимательство трактуется как вид профессиональной деятельности акторов, отличающийся уникальным набором трудовых функций (создание, текущее ведение, развитие, прекращение бизнеса). Данные представления нашли отражение в ряде монографий, статей и учебников по конкуренции и обеспечению конкурентоспособности российской экономики, удостоенных в 2008 году премии Правительства РФ в области образования. Рубин Ю.Б. является автором первых в стране учебников для вузов «Управление собственным бизнесом» и «Конкуренция в предпринимательстве».
В 2000-2020 гг. в центре научных исследований Ю.Б. Рубина оказались также вопросы формирования системы гарантий качества образования и независимой общественно-профессиональной оценки качества российского образования, создания предпринимательских университетов, теории и практики электронного обучения, обеспечения конкурентоспособности высшего образования. В последние годы ключевым объектом исследований стала система становления в РФ систем обучения предпринимательству на разных уровнях получения образования.
Ю. Б. Рубин внёс вклад в развитие системы обучения предпринимательству в России, впервые разработав матрицы компетенций для создания специализированных программ по предпринимательству для организаций высшего и среднего профессионального образования. Им сформирована классификация ключевых групп профессиональных компетенций предпринимателей, необходимых для осуществления комплексной деятельности, включающей создание, ведение, развитие, прекращение бизнеса по производству и продаже товаров, выполнению работ и оказанию услуг сообразно разным стадиям жизненного цикла собственного дела. Первая группа включает компетенции, необходимые при создании бизнеса, такие как выдвижение и утверждение бизнес-идей, формулировка целей и задач, разработка бизнес-моделей и планов. Вторая группа охватывает компетенции, важные для текущего ведения бизнеса, включая стратегическое управление, ресурсное обеспечение и функционирование рабочих мест. Третья группа связана с развитием бизнеса, а четвертая — с прекращением предпринимательской деятельности, включая продажу бизнеса, передачу его новым владельцам и процедуру банкротства. На основании этой матрицы компетенций были созданы образовательные программы для бакалавриата и магистратуры, направленные на подготовку специалистов в области предпринимательства. Этот опыт используется российскими вузами, участвующими в реализации программы «Стартап как диплом».